# Henri de Castries
Graaf Henri de La Croix de Castries (Bayonne, 15 augustus 1954) is een Frans zakenman. Hij behoort tot de, uit Languedoc afkomstige, adellijke familie La Croix de Castries.

## Opleiding
Castries bezocht de school "Saint-Jean-de-Passy" en het middelbare "Collège Stanislas" in Parijs. In 1976 studeerde hij af aan de "École des hautes études commerciales de Paris". Aan de "ENA" haalde Castries vervolgens een master, samen met Dominique de Villepin, François Hollande en Ségolène Royal.

## Functies
Tussen 1980 en 1989 vervulde hij, onder verschillende kabinetten, taken aan het Franse ministerie van Financiën. In 1989 maakte hij de overstap naar het hoofdkantoor van verzekeringsgroep AXA. 
In 1991 werd hij bij AXA secretaris-generaal belast met juridische zaken en herstructurering van het aangeworven bedrijf "Compagnie du Midi". In 1993 werd hij algemeen directeur van AXA en was hij eindverantwoordelijke voor de financiën en het onroerend goed. In 1994 werd hij verantwoordelijk voor Noord-Amerika en het Verenigd Koninkrijk en in 1996 was hij betrokken bij de fusie van AXA met "Union des assurances de Paris" (UAP). In 1997 werd hij voorzitter van de raad van bestuur van het latere "AXA Financial". In mei 2000 werd hij benoemd tot CEO van AXA, een functie die hij tot 1 september 2016 vervulde.
Castries was tussen 2003 en 2008 tevens voorzitter van de Geneva Association, een internationale non-profitorganisatie die onderzoek doet op het gebied van verzekeringen. Sinds 2010 is hij voorzitter van de veelbesproken Bilderbergconferentie.